# فرودگاه آلمریا
فرودگاه آلمریا (به انگلیسی: Almería Airport) (به زبان بومی: Aeropuerto de Almería) یک فرودگاه همگانی با کد یاتا LEI است که یک باند فرود آسفالت دارد و طول باند آن ۳۲۰۰ متر است. این فرودگاه در شهر آلمریا کشور اسپانیا قرار دارد و در ارتفاع ۲۱ متری از سطح دریا واقع شده است.

## شرکت‌های هواپیمایی و مقصدهای پروازی
| شرکت‌های هواپیمایی                    | مقصدهای پروازی |
| ------------------------------------ | --- |
| ایر اروپا                            | مادرید-باراخاس، پالما د مایورکا، بارسلونا-ال پرات، بیلبائو                                                                                               |
| ایر صربیا اجرا توسط ایر صربیا        | چارتر فصلی: بلگراد نیکولا تسلا |
| ایزی‌جت                               | گاتویک |
| انتر ایر                             | چارتر فصلی: شوپن ورشو، کاتوویتس |
| جرمنیا                               | فصلی: دوسلدورف، مونیخ |
| ایبریا ایرلاین اجرا توسط ایر نوستروم | مادرید-باراخاس، میلیلیا، سن پابلو پالما د مایورکا |
| جت۲.کام                              | فصلی: بلفاست (آغاز از ۵ مه ۲۰۱۸), بیرمنگام (آغاز از ۳ مه ۲۰۱۸), ایست میدلند، ادینبرو, لیدز برادفورد، استانستد لندن (آغاز از ۱۰ مه ۲۰۱۸)، منچستر، نیوکاسل |
| لوکزایر                              | فصلی: لوگزامبورگ - فیندل |
| مونارک ایرلاینز                      | منچستر فصلی: گاتویک |
| پریمرا ایر                           | چارتر فصلی: بیلاند، کپنهاگ، گوتنبرگ-لاندوتر (آغاز از ۱۷ مه ۲۰۱۸)، مالمو، ریکیاویک، استکهلم-آرلاندا                                                       |
| پریویلج استایل                       | چارتر فصلی: فرنسیسکو جسا کارنئیرو |
| رایان‌ایر                             | فصلی: بروکسل جنوب شرلروآ، دوبلین، استانستد لندن |
| تاپ پرتغال                           | چارتر فصلی: فرنسیسکو جسا کارنئیرو |
| ترانساویا.کام                        | فصلی: اسخیپول آمستردام |
| تراول سرویس ایرلاینز                 | فصلی: ام. آر. استفانیک، برنو-تورانی، پراگ رازیون |
| Thomas Cook Airlines                 | فصلی: بیرمنگام، بریستول، گاتویک، گلاسگو، استانستد لندن، منچستر، نیوکاسل                                                                                  |
| Thomson Airways                      | فصلی: گاتویک، منچستر |
| TUIfly Belgium                       | بروکسل فصلی: اوستند-بروگس |
| ویولینگ                              | بارسلونا-ال پرات |